# Дальний порядок
Дальний порядок — упорядоченность во взаимном расположении атомов или молекул в веществе (в жидком или твёрдом состоянии), которая (в отличие от ближнего порядка) повторяется на неограниченно больших расстояниях.
Дальним порядком в расположении атомов или молекул обладают, в основном, кристаллы (квазикристаллы).